# Física solar

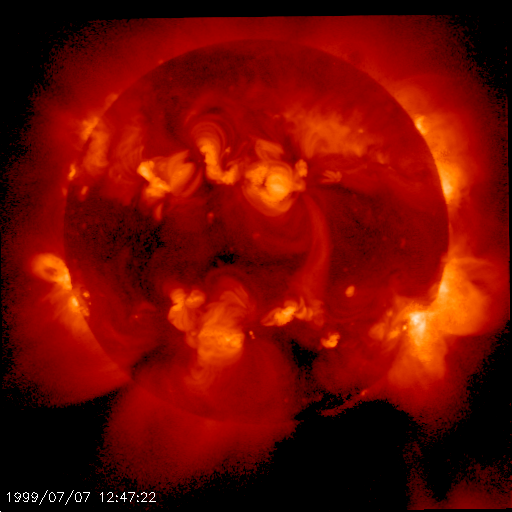
Imagem ilustrativa

Física solar é um ramo muito importante da astrofísica dedicado ao estudo do Sol, especializado na exploração e explicação de dados estelares detalhados possíveis apenas no Sol, como a estrela mais próxima da Terra. Trata-se de uma matéria essencial para a vida no planeta, embora tenhamos poucos estudos publicados do assunto.